# アンダー・ザ・ドーム
『アンダー・ザ・ドーム』（Under the Dome）は、2009年11月に出版されたスティーヴン・キングのSF小説である。

## ストーリー
メイン州のチェスターズミルという小さな町が突然目に見えないドーム状の障壁によって囲まれてしまい、外部から遮断された環境になってしまう。障壁は僅かな空気しか通さない為、将来的には水や食料が欠乏し、大気汚染によって住民が全滅することは必至と考えられた。
余所者で元軍人のデイル・バーバラ（通称バービー）は米軍や政府と連携して事態の解決を図るが、権力志向に憑りつかれた町政委員のビッグ・ジム・レニーは、自らが取り仕切る違法ドラッグ工場の存在が露見する事を恐れて調査を妨害。バービーに恨みを持つビッグ・ジムの息子ジュニアも脳疾患の影響で凶暴化し、連続殺人を犯していく。
ビッグ・ジムはジュニアら素行の悪い若者たちを警官に任命し、自らの私兵として掌握。わずか数日の間にチェスターズミルは暴力で支配され、ビッグ・ジムが強権を揮う独裁国家の様相を呈していく。バービーはジュニアの犯した殺人の濡れ衣を着せられ投獄されるが、地元新聞記者ジュリア・シャムウェイらの協力を得て脱獄。山中へ隠れると同時に、そこで発見された障壁の発生源と思しき謎の物体の調査を開始する。
しかし、違法ドラッグ工場で繰り広げられた薬物中毒者と警官隊の小競り合いの結果、町全体に被害を及ぼす大惨事が発生。逃げ場のない閉鎖環境で住民たちは為す術なく倒れていく。バービーらは最後の望みを懸け、この事態の首謀者と思しき存在への説得を試みる。

## テレビドラマ化
小説の発売後すぐに、スティーヴン・スピルバーグのドリームワークス・テレビジョンがミニシリーズ化を企画していることが発表された。スピルバーグとキングはエグゼクティブプロデューサーを務めることが発表された。翻案はブライアン・K・ヴォーンが行った。2012年11月29日、2013年夏よりCBSで計13話の放送が始まることが発表された。第1話はヴォーンが脚本を執筆し、ニールス・アルデン・オプレヴが監督した。ショーランナーはニール・ベアーが務め、他にキング、ダリル・フランク、ジャスティン・ファルヴェイ、ブライアン・K・ヴォーン、ステイシー・スナイダーがエグゼクティブプロデューサーを務める。初回は2013年6月24日に放送された。
日本では2013年10月18日からDlifeで放送予定で、同年10月14日に第1話が先行放送された。